# Canal de la Ciudad
El Canal de la Ciudad (anteriormente Ciudad Abierta) es un canal de televisión por cable argentino que emite para la Ciudad Autónoma de Buenos Aires. Se encuentra financiado por el gobierno de esa ciudad bajo la Secretaría de Medios. Su programación se basa en contenidos culturales o relacionados con la vida cotidiana de Buenos Aires y actualmente se encuentra dirigido por Eduardo Cura.

## Historia
Fue lanzado el 25 de julio de 2003 con el nombre de Ciudad Abierta. En 2005, el canal lanzó nuevas producciones que surgieron tras la auditoría realizada en 2004 por especialistas. A fines de 2006, Ciudad Abierta aumentó su presupuesto e infraestructura y reenfocó su programación, la cual estaba centrada en íconos de la cultura de Buenos Aires. A finales de 2007, los trabajadores del canal entraron en paro porque el entonces candidato a Jefe de Gobierno de la Ciudad de Buenos Aires, Mauricio Macri, había anunciado durante su campaña que cerraría el canal, amparándose en razones presupuestarias. A pesar de que sus declaraciones despertaron el repudio de la Asociación Argentina de Actores, Macri lo sostuvo en reiteradas oportunidades durante su campaña. Al comienzo de su gestión, Macri (entonces Jefe de Gobierno) anunció que Ciudad Abierta no sería cerrado.
El 27 de enero de 2014, Cablevisión agregó al canal en su grilla de programación, dentro del canal 2 de su servicio analógico.
En 2016, emitió la Eurocopa 2016 en la Ciudad Autónoma de Buenos Aires.
El 5 de octubre de 2018, ingresó oficialmente a DirecTV en el canal 239. El día 14 de septiembre de 2020 es reubicado dentro de la grilla del operador de TV satelital, en el canal 127.

## Programación
Los programas de televisión. En esta temporada, el canal transmite 10 horas en vivo de lunes a viernes y, a su oferta tradicional de contenidos sobre placeres, enfoques, musicales o tertulias, este año se sumó la operación de noticias. El enfoque se basa en la corriente conocida como "periodismo de datos", que recupera en forma renovada la tradición clásica de hacer noticias. [cita requerida]

Programas en vivo
- Hoy Nos Toca a las 8: un magazine informativo de la primera mañana. Conducido por Diego Morán.
- Hoy Nos Toca a las 10: noticias, invitados, humor y buena onda para la media mañana. Conducido por Nacho Goano.
- Las Noticias a las 12:30: un noticiero de media hora con los temas más importantes de la jornada. Conducido por Brenda Brechner.
- Hoy Nos Toca con Daniel Campomenosi: un programa relajado, con información y buen humor para pasar las tardes. Conducido por Daniel Campomenosi.
- Hoy Nos Toca con Javier Díaz: un repaso de las noticias de la tarde. Conducido por Javier Díaz acompañado por Andrea Taboada.
- Las Noticias a las 20:30: las noticias destacadas del día, en 30 minutos. Conducido por Amalia Díaz Guiñazú.

Programas grabados
- Toma 1: el programa que te acerca todo sobre el mundo del cine. Conducido por Javier Ponzone.
- En casa cocina Coco: el chef Coco Carreño nos enseña a preparar los platos más ricos desde su propia cocina, con recetas fáciles y rápidas.
- Clásicos del Tasso: shows musicales en el Centro Cultural Torquato Tasso. Conducido por Eduardo de la Puente.
- Pantagruélico Cervezas & Cía: indagamos sobre el mundo cervecero y probamos los platos que mejor acompañan a las cervezas rubias, rojas y negras. Conducido por Diego Pérez.
- Muy Muscari: entrevistas a dos figuras aparentemente antagónicas del mundo del espectáculo. En un tono coloquial y entretenido, se repasa tanto su trayectoria profesional como su vida privada. Conducido por José María Muscari.
- Disfrutemos BA: toda la oferta cultural de Buenos Aires, con sus teatros, cines, museos, centros culturales, festivales, polos gastronómicos, paseos y artistas. Conducido por Victoria Casaurang.
- El Don de la Palabra: es un viaje hacia las entrañas del diálogo y la conversación, una anfitriona y cuatro invitados y una sola consigna… dejarse llevar por el don de la palabra. Conducido por Verónica Varano.
- Listo el Pollo: cuando el día se acabó, cuando todo se relaja y ya no hay más qué hacer: ¡listo el pollo! La hora en que la diversión es toda tuya: invitados divertidos, música y humor a lo grande. Conducido por el Pollo Cerviño, con a participación de Natalia Carulias y Brian Rullansky.
- Expedición Merino: un programa sobre pesca deportiva, en el que además se descubre la historia de los lugares emblemáticos de la ciudad con entrevistas a especialistas, y la fauna y flora de cada destino. Conducido por Wilmar Merino
- Musicales Baires: coberturas y entrevistas exclusivas a los referentes del género, toda la movida del teatro off, y las obras más destacadas del circuito comercial. Conducido por Elis García.
- Cultura DJ: un programa dedicado a los DJs y la música electrónica, con entrevistas, sets en vivo, visitas a discos, y una sección con explicaciones sobre aspectos técnicos del rubro. Conducido por Martín Pepa y Michelle Masson.
- Charlas de Set: es un programa en el que los vecinos tienen acceso a conocer, de primera mano, a grandes personalidades del cine. Javier Ponzone y Gabriela Rádice se alternan como entrevistadores en un ciclo que se realiza en el Espacio Cultural Carlos Gardel. Se trata de una coproducción entre el Canal de la Ciudad e "Impulso Audiovisual", del Ministerio de Cultura de la Ciudad.
- Jam Session: músicos argentinos y extranjeros de los más diversos géneros conversan sobre su carrera y sus proyectos. Conducido por Diego Mizrahi.
- Cars TV: todos las novedades nacionales e internacionales del mundo de los autos, los principales lanzamientos y tendencias del mercado en materia de tecnología, innovación y seguridad. Conducido por Ariel Basile.
- Mandinga Tattoo: conocemos a los tatuadores como personajes, y los clientes nos contarán las historias de sus tatuajes, entre ellos celebridades como futbolistas, modelos y bailarines. Conducido por Lourdes Fernández (Lowrdez).
- Puro Heavy: bandas emergentes como a las de trayectoria, que tocan en vivo y cuentan su historia en primera persona. Conducido por Diego Mizrahi.
- Enredada: un programa en donde se repasan en media hora, vídeos virales de la semana mezclado con el humor de la conductora, Tamara Bella.

## Premios
2013
- Fund TV (1 premio): "Sabores del mundo"
- Martín Fierro de Cable (1 premio): "Muy Muscari"

- ATVC (2 premio2): "En 202 km²" y "Nuevo cine argentino"

2014
- Fund TV (3 premios): "Los futuristas", "En 202 km²" y "En casa no me quedo"
- Martín Fierro de Cable (3 premios): "Efecto mariposa", "Hacete de Oliva" y "Nuevo cine argentino"
- ATVC (5 premios): "Nuevo cine argentino", "Buenos Aires en carrera", "Los futuristas", "El mundo nos mira" y "La Clase"

2015
- Martín Fierro de Cable (2 premios): "Jazzología" y "BA a la moda"
- ATVC (6 premios): "Tasso tango", "La Clase", "Lado V", "Libroteca", "Jam Session" y "Diverso"

2016
- Fund TV (1 premio): "Libroteca"
- Martín Fierro de Cable (2 premios): "Tasso tango" y "Hacete de Oliva"
- ATVC (6 premios): "Km 0", "Migrantes", "Buenos Aires en carrera", "Libroteca", "Muy Muscari" y "Acústicos con Mojo"

2017
- Fund TV (1 mención): "Buenos Aires en carrera"
- Martín Fierro de Cable (1 premio): "Pantagruélico"
- ATVC (5 premios): "En búsqueda del homo runner", "Libroteca", "Buenos Aires en carrera", "Pantagruélico" y "Clásicos del Tasso"

2018
- Fund TV (5 premios): "Ciudad Binaria"
- Martín Fierro de Cable (1 premio): "Mandinga Tattoo"
- ATVC (5 premios y 1 mención): "Expedición Merino", "Especiales del Teatro Colón", "Como dice el tango", "Muy Muscari" y "Clásicos del Tasso" (mención)

2019
- Fund TV (1 premio y 1 mención): "Buenos Aires en Carrera" y mención de honor para el Canal de la Ciudad
- Martín Fierro de Cable (1 premio): "Clásicos del Tasso" (Categoría Musical Tango/Folklore)
- ATVC (2 premios y 1 mención): "Campo de Batalla" (ganador categoría Cultural), "Estamos acá" (ganador categoría Documental) y Noticias a las 20:30 (mención especial categoría Noticiero) Archivado el 6 de diciembre de 2019 en Wayback Machine..

## Logotipos

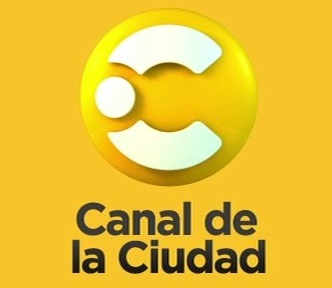
2016-2018
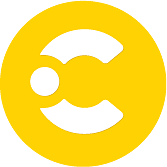
Desde 2019